# Élections fédérales canadiennes de 1979
 (août 2013).
Les élections fédérales canadiennes de 1979, soit la trente-et-unième élection générale depuis la Confédération canadienne de 1867, se déroulent le 22 mai 1979 afin d'élire les députés de la trente-et-unième législature de la Chambre des communes du Canada. Le Parti libéral du Canada est défait, après 16 ans de pouvoir, dont 11 sous le premier ministre Pierre Elliott Trudeau. Joe Clark mène le Parti progressiste-conservateur au pouvoir avec un gouvernement minoritaire et il devient à l'âge de 39 ans le plus jeune premier ministre de l'histoire du Canada.

## Contexte
Les libéraux de Pierre Elliott Trudeau s'étaient rendus extrêmement impopulaires durant leur dernier mandat au pouvoir à cause d'énormes déficits budgétaires, ainsi que des hauts taux d'inflation et de chômage. Bien que la norme au Canada soit d'avoir des élections environ à tous les quatre ans, Trudeau prolonge le délai jusqu'au maximum de cinq ans dans l'espoir que le Parti libéral retrouve une partie des appuis perdus.
C'est toutefois peine perdue, et les libéraux perdent 27 sièges. Plusieurs ministres importants sont défaits. Suivant l'élection, Trudeau annonce sa démission en tant que chef du Parti libéral.
Le Parti progressiste-conservateur fait campagne avec le slogan « C'est le temps d'un changement ». Toutefois, les Canadiens ne font pas suffisamment confiance au jeune Joe Clark pour lui accorder une majorité à la Chambre des communes. En particulier, le Québec lui refuse son appui, et n'élit que deux députés progressistes-conservateurs dans les 75 circonscriptions de la province. Clark, relativement inconnu lors de son élection à la direction du Parti progressiste-conservateur en 1976, est perçu comme malhabile et indécis. Il connaît également des problèmes avec certains membres plus à droite de son caucus. En particulier, lorsque la circonscription de Clark est fusionnée avec la circonscription d'un autre député conservateur lors d'un redécoupage électoral, le député refuse de démissionner, et Clark finit par se présenter dans une autre circonscription. Lorsque Clark entreprend une tournée du Moyen-Orient afin de démontrer sa capacité à traiter des questions d'affaires internationales, ses bagages sont perdus et il apparaît inconfortable en discutant des questions.
Les libéraux tentent de faire de l'inexpérience et du leadership de Clark l'enjeu central de l'élection, affirmant dans leurs publicités que « Ce n'est pas le temps d'apprendre sur le tas » et « Nous avons besoin d'une direction forte pour continuer la croissance du Canada. Un dirigeant doit diriger. »
Le Parti du Crédit social du Canada, qui avait perdu son chef Réal Caouette par son décès en 1976, se bat pour demeurer d'actualité. Après une série de chefs intérimaires, incluant le fils de Caouette, le parti se tourne vers Fabien Roy, le populaire député à l'Assemblée nationale du Québec ; Roy prend les rênes du parti juste avant le début de la campagne. Le parti jouit de l'appui tacite du Parti québécois, qui est au pouvoir au Québec. Le Crédit social tente de rallier le vote indépendantiste et nationaliste : les drapeaux canadiens sont absents lors du déclenchement de la campagne, et le parti utilise le slogan : C'est à notre tour (une référence à la chanson Gens du pays où on retrouve la phrase C'est à votre tour de vous laisser parler d'amour). Le parti concentre sa plateforme sur le changement constitutionnel, promettant de se battre pour l'abolition du pouvoir de désaveu qui permet au gouvernement fédéral d'annuler toute loi provinciale, et affirmant que chaque province à « le droit de choisir sa propre destinée à l'intérieur du Canada. »
L'appui du Parti québécois aux créditistes ne fait pas que des heureux : par exemple, Gilles Caouette dénonce publiquement ceux qui sont, selon lui, des « péquistes déguisés en créditistes. » Bien que le parti réussit à augmenter sa part des suffrages dans les circonscriptions péquistes, il perd également beaucoup d'appuis dans les régions traditionnellement créditistes. Le résultat final est une perte de cinq sièges, de onze à six, et une part réduite des suffrages comparée aux résultats de l'élection de 1974.
Le gouvernement minoritaire de Clark dure moins de neuf mois. Il est défait à la Chambre des communes par un vote de défiance contre un budget qui proposait d'augmenter de 18 cents du gallon (environ 4 cents du litre) la taxe sur l'essence. Ceci provoque le déclenchement de l'élection de 1980 lors de laquelle les progressistes-conservateurs sont défaits par les libéraux de Trudeau.

## Résultats

### Dans le pays
Bien que le Parti libéral soit arrivé en tête du vote populaire avec plus de 40 % des voix, le Parti progressiste-conservateur le domine de 22 sièges à la Chambre pour seulement 35,9 % des voix. Cette situation est due au mode de scrutin utilisé (uninominal majoritaire à un tour) et à la situation particulière du Québec : Clark remporte en effet le vote populaire dans sept provinces, mais parce que ses tories ne réussissent à gagner que deux sièges au Québec, il est confiné dans une situation de gouvernement minoritaire. Les libéraux, quant à eux, triomphent au Québec mais son défait dans les autres provinces fortement peuplées et sont pratiquement exclus de l'Ouest canadien ; ils ne remportent qu'un seul siège à l'ouest du Manitoba. Les progressistes-conservateurs ont remporté plus de sièges parce que leurs candidats ont été capables d'arriver en tête dans un plus grand nombre de circonscriptions que les candidats libéraux, malgré un score total inférieur. Même en ayant rassemblé au total plus d'électeurs, le PLC a remporté moins de circonscriptions que ses adversaires conservateurs. Cette élection est la dernière dans laquelle le Parti du Crédit social du Canada réussit à remporter des sièges. Un évènement inhabituel se produit dans les Territoires du Nord-Ouest : les libéraux remportent le vote populaire, mais aucun des deux sièges.
|                                                                                 |                           |                   |                     |        |             |        |            |               |         |         |
| Parti                                                                           | Parti                     | Chef              | Nombre de candidats | Sièges | Sièges      | Sièges | Sièges     | Voix          | Voix    | Voix    |
| Parti                                                                           | Parti                     | Chef              | Nombre de candidats | 1974   | Dissolution | Élus   | % Diff.    | nombre absolu | %       | Diff.   |
|                                                                                 | Progressiste-conservateur | Joe Clark         | 282                 | 95     | 98          | 136    | +43,2 %    | 4 111 606     | 35,89 % | +0,43 % |
|                                                                                 | Libéral                   | Pierre Trudeau    | 282                 | 141    | 133         | 114    | -19,1 %    | 4 595 319     | 40,11 % | -3,04 % |
|                                                                                 | NPD                       | Ed Broadbent      | 282                 | 16     | 17          | 26     | +62,5 %    | 2 048 988     | 17,88 % | +2,45 % |
|                                                                                 | Crédit social             | Fabien Roy        | 103                 | 11     | 9           | 6      | -45,5 %    | 527 604       | 4,61 %  | -0,46 % |
|                                                                                 | Rhinocéros                | Cornelius Ier     | 63                  |        |             | -      |            | 62 601        | 0,55 %  |         |
|                                                                                 | Indépendant               | Indépendant       | 48                  | 1      | 5           | -      | -100 %     | 30,518        | 0,27 %  | -0,14 % |
|                                                                                 | Inconnu                   | Inconnu           | 19                  | -      | -           | -      | -          | 21 268        | 0,19 %  | +0,01 % |
|                                                                                 | Union populaire           |                   | 69                  |        |             | -      |            | 19 514        | 0,17 %  |         |
|                                                                                 | Libertarien               | Alex Eaglesham    | 60                  |        |             | -      |            | 16 042        | 0,14 %  |         |
|                                                                                 | Marxiste-léniniste        | Hardial Bains     | 144                 | -      | -           | -      | -          | 14 231        | 0,12 %  | -0,05 % |
|                                                                                 | Communiste                | William Kashtan   | 71                  | -      | -           | -      | -          | 9 141         | 0,08 %  | -0,05 % |
|                                                                                 | Sans appartenance         | Sans appartenance | 1                   | -      | -           | -      | -          | 176           | x       | x       |
|                                                                                 | Vacant                    | Vacant            | Vacant              | Vacant | 2           |        |            |               |         |         |
| Total                                                                           | Total                     | 1 424             | 265                 | 265    | 282         | +6,8 % | 11 457 008 | 100,00 %      |         |         |
| Sources : http://www.elections.ca — Historique des circonscriptions depuis 1867 |                           |                   |                     |        |             |        |            |               |         |         |

Notes :
- « % Diff. » indique le changement depuis l'élection précédente
- x : moins de 0,005 % des voix

### Par province
| Parti                               | Parti                     | Parti          | C-B  | AB   | SK   | MB   | ON   | QC   | N-B  | N-É  | ÎPE  | TNL  | TNO  | YK   | Total |
| ----------------------------------- | ------------------------- | -------------- | ---- | ---- | ---- | ---- | ---- | ---- | ---- | ---- | ---- | ---- | ---- | ---- | ----- |
|                                     | Progressiste-conservateur | Sièges :       | 19   | 21   | 10   | 7    | 57   | 2    | 4    | 8    | 4    | 2    | 1    | 1    | 136   |
|                                     | Progressiste-conservateur | Voix (%) :     | 44,3 | 65,6 | 41,2 | 43,4 | 41,8 | 13,5 | 40,0 | 45,4 | 52,8 | 29,7 | 32,3 | 40,6 | 35,9  |
|                                     | Libéral                   | Sièges :       | 1    | -    | -    | 2    | 32   | 67   | 6    | 2    | -    | 4    | -    | -    | 114   |
|                                     | Libéral                   | Voix (%) :     | 23,0 | 22,1 | 21,8 | 23,5 | 36,4 | 61,7 | 44,6 | 35,5 | 40,6 | 40,6 | 34,1 | 36,4 | 40,1  |
|                                     | NPD                       | Sièges :       | 8    | -    | 4    | 5    | 6    | -    | -    | 1    | -    | 1    | 1    | -    | 26    |
|                                     | NPD                       | Voix (%) :     | 31,9 | 9,9  | 35,8 | 32,7 | 21,1 | 5,1  | 15,3 | 18,7 | 6,5  | 29,7 | 31,9 | 23,1 | 17,9  |
|                                     | Crédit social             | Sièges :       | -    | -    | -    | -    | -    | 6    |      |      |      |      |      |      | 6     |
|                                     | Crédit social             | Voix (%) :     | 0,2  | 1,0  | 0,5  | 0,2  | xx   | 16,0 |      |      |      |      |      |      | 4,6   |
| Total sièges :                      | Total sièges :            | Total sièges : | 28   | 21   | 14   | 14   | 95   | 75   | 10   | 11   | 4    | 7    | 2    | 1    | 282   |
| Partis n'ayant remporté aucun siège |                           |                |      |      |      |      |      |      |      |      |      |      |      |      |       |
|                                     | Rhinocéros                | Voix (%) :     | xx   |      |      |      | xx   | 1,9  |      |      |      |      |      |      | 0,5   |
|                                     | Independent               | Voix (%):      | 0,2  | 1,1  | 0,7  | 0,1  | 0,1  | 0,3  | 0,1  | 0,3  |      |      | 1,6  |      | 0,3   |
|                                     | Inconnu                   | Voix (%) :     | 0,1  | 0,2  | xx   | xx   | xx   | 0,5  |      | xx   |      |      |      |      | 0,2   |
|                                     | Union populaire           | Voix (%) :     |      |      |      |      |      | 0,6  |      |      |      |      |      |      | 0,2   |
|                                     | Libertarien               | Voix (%) :     | xx   | xx   |      |      | 0,3  | 0,1  |      |      | xx   |      |      |      | 0,1   |
|                                     | Marxiste-léniniste        | Voix (%) :     | 0,1  | 0,1  | 0,1  | 0,1  | 0,1  | 0,2  |      | xx   |      |      |      |      | 0,1   |
|                                     | Communiste                | Voix (%) :     | 0,2  | 0,1  | xx   | 0,1  | 0,1  | 0,1  |      | xx   |      |      |      |      | 0,1   |
|                                     | Aucune appartenance       | Voix (%) :     | xx   | xx   | xx   | xx   | xx   |      |      |      |      |      |      |      | xx    |

Notes :
- xx : moins de 0,05 % des voix
- Nombre de partis : 9
  - Première participation : Parti libertarien du Canada, Union populaire
  - Dernière participation : aucun